# Meall a’ Bhùiridh
Meall a’ Bhùiridh (wymowa gaelicka: [ˈmjaulˠ̪ ə ˈvuːɾʲɪ]) – szczyt w paśmie Black Mount, w Grampianach Zachodnich. Leży w Szkocji, w regionie Highland. Jest to najwyższy szczyt pasma Black Mount.